# المديرية الجهوية للشرطة القضائية لباريس
المديرية الجهوية للشرطة القضائية لباريس. (بالفرنسية: La direction régionale de la police judiciaire de Paris)‏، هي إدارة متعلقة بشرطة باريس. كان مقرها في 36 شارع دو باستيون (36, quai des Orfèvres). حتى سبتمبر 2017، أصبح مقرها الرئيسي في 36، كواي ديس أورفيفريس باريس (36, quai des Orfèvres à Paris 1er).

## تاريخ

### تأسيس
في شكله المعاصر، أنشئت مديرية الشرطة القضائية التابعة لمقاطعة الشرطة تم إنشاؤها بموجب مرسوم 1 أغسطس 1913 ومرسوم المحافظات في 3 أغسطس 1913. وقع المرسوم سيليستين هينيون، محافظ الشرطة لهذا العصر.
هذا التأسيس يحتوي على ثلاثة أهذاف:
1. إزالة مديرية البحث
2. إنشاء مديرية الشرطة القضائية
3. إنشاء الخدمات العامة المعلومات والألعاب (تختصر RG)

## روابط خارجية
- Organisation de la Direction de la police judiciaire
- Missions de la Direction de la police judiciaire